# Campionati mondiali juniores di bob 2014
I Campionati mondiali juniores di bob 2014, ventottesima edizione della manifestazione organizzata dalla Federazione Internazionale di Bob e Skeleton, si sono disputati il 25 e il 26 gennaio 2014 a Winterberg, in Germania, sulla pista Bobbahn Winterberg, il tracciato dove si svolsero le rassegne iridate juniores del 1988, del 1992 (per le sole specialità maschili) e del 2005 (anche nel bob a due donne). La località della Renania Settentrionale-Vestfalia ha quindi ospitato le competizioni mondiali di categoria per la quarta volta nel bob a due uomini e nel bob a quattro e per la seconda nel bob a due donne.

## Risultati

### Bob a due uomini
La gara si è disputata il 25 gennaio 2014 nell'arco di due manches ed hanno preso parte alla competizione 22 compagini in rappresentanza di 12 differenti nazioni.
| Pos. | Atleti                              | Nazione  | Tempo   | Distacco |
| ---- | ----------------------------------- | -------- | ------- | -------- |
|      | Nico Walther Tino Paasche           | Germania | 1:53.85 |          |
|      | Albrecht Klammer Christian Schmacht | Germania | 1:54.02 | +0.17    |
|      | Benjamin Maier Markus Sammer        | Austria  | 1:54.28 | +0.43    |
| 4    | Evgenij Paškov Vladislav Medvedev   | Russia   | 1:54.68 | +0.83    |
| 5    | Markus Treichl Sebastian Heufler    | Austria  | 1:55.25 | +1.40    |
| ...  | ...                                 | ...      | ...     | ...      |

### Bob a due donne
La gara si è disputata il 25 gennaio 2014 nell'arco di due manches ed hanno preso parte alla competizione 12 compagini in rappresentanza di 10 differenti nazioni.
| Pos. | Atleti                               | Nazione  | Tempo   | Distacco |
| ---- | ------------------------------------ | -------- | ------- | -------- |
|      | Miriam Wagner Erline Nolte           | Germania | 1:57.14 |          |
|      | Edith Burkard Elisabeth Graf         | Svizzera | 1:58.05 | +0.91    |
|      | Sandra Kroll Sarah Noll              | Germania | 1:58.11 | +0.97    |
| 4    | Serena Capponcelli Lisa Pizzi        | Italia   | 1:58.82 | +1.68    |
| 5    | Maria Adela Constantin Andreea Grecu | Romania  | 1:58.89 | +1.75    |
| ...  | ...                                  | ...      | ...     | ...      |

### Bob a quattro
La gara si è disputata il 26 gennaio 2014 nell'arco di due manches ed hanno preso parte alla competizione 11 compagini in rappresentanza di 8 differenti nazioni.
| Pos.                                                        | Atleti                                                         | Nazione  | Tempo   | Distacco |
| ----------------------------------------------------------- | -------------------------------------------------------------- | -------- | ------- | -------- |
|                                                             | Albrecht Klammer Phillipp Knötzsch Pierre Jaques Florian Kunze | Germania | 1:52.98 |          |
|                                                             | Maksim Andrianov Pavel Utkin Jurij Čubakov Vladimir Zajcev     | Russia   | 1:53.28 | +0.30    |
| Matthias Böhmer Axel Christ Johannes Lochner Philipp Wobeto | Germania                                                       | 1:53.28  | +0.30   |          |
| 4                                                           | Nico Walther Tino Paasche Kevin Korona Pablo Nolte             | Germania | 1:53.31 | +0.33    |
| 5                                                           | Evgenij Paškov Andrej Lylov Vladislav Medvedev Aleksej Zajcev  | Russia   | 1:53.42 | +0.44    |
| ...                                                         | ...                                                            | ...      | ...     | ...      |

## Medagliere
| Posizione | Nazione  | Oro | Argento | Bronzo | Totale |
| --------- | -------- | --- | ------- | ------ | ------ |
| 1         | Germania | 3   | 2       | 1      | 6      |
| 2         | Russia   | 0   | 1       | 0      | 1      |
| 2         | Svizzera | 0   | 1       | 0      | 1      |
| 4         | Austria  | 0   | 0       | 1      | 1      |
| Totale    | Totale   | 3   | 4       | 2      | 9      |